# Kanton Flixecourt
Flixecourt is een kanton van het Franse departement Somme. Het kanton maakt deel uit van het arrondissement Amiens.
Het kanton Flixecourt werd gevormd ingevolge het decreet van 26 februari 2014 met uitwerking op 22 maart 2015 met Flixecourt als hoofdplaats.

## Gemeenten
Het kanton omvat volgende gemeenten:
- Berteaucourt-les-Dames
- Bettencourt-Saint-Ouen
- Bouchon
- Canaples
- Condé-Folie
- Domart-en-Ponthieu
- L'Étoile
- Flesselles
- Flixecourt
- Franqueville
- Fransu
- Halloy-lès-Pernois
- Havernas
- Lanches-Saint-Hilaire
- Pernois
- Ribeaucourt
- Saint-Léger-lès-Domart
- Saint-Ouen
- Saint-Vaast-en-Chaussée
- Surcamps
- Vauchelles-lès-Domart
- Vaux-en-Amiénois
- Vignacourt
- Ville-le-Marclet